# L'Aiguillon-la-Presqu'île
Pour les articles homonymes, voir Aiguillon.
L'Aiguillon-la-Presqu'île est, depuis le 1er janvier 2022, une commune nouvelle française située dans le département de la Vendée en région Pays de la Loire.

## Géographie

### Localisation
| La Tranche-sur-Mer | Grues                     |                        |
| Océan Atlantique   | L'Aiguillon-la-Presqu'île | Saint-Michel-en-l'Herm |
|                    | Océan Atlantique          |                        |

## Urbanisme

### Typologie
Au 1er janvier 2024, L'Aiguillon-la-Presqu'île est catégorisée bourg rural, selon la nouvelle grille communale de densité à sept niveaux définie par l'Insee en 2022.
Elle appartient à l'unité urbaine de L'Aiguillon-la-Presqu'île, une unité urbaine monocommunale constituant une ville isolée,. La commune est en outre hors attraction des villes,.
La commune, bordée par l'océan Atlantique, est également une commune littorale au sens de la loi du 3 janvier 1986, dite loi littoral. Des dispositions spécifiques d’urbanisme s’y appliquent dès lors afin de préserver les espaces naturels, les sites, les paysages et l’équilibre écologique du littoral, tel le principe d'inconstructibilité, en dehors des espaces urbanisés, sur la bande littorale des 100 mètres, ou plus si le plan local d’urbanisme le prévoit.

## Histoire
La commune nouvelle regroupe les communes de L'Aiguillon-sur-Mer et de La Faute-sur-Mer qui deviennent des communes déléguées, le 1er janvier 2022. Son chef-lieu se situe à L'Aiguillon-sur-Mer.

## Politique et administration
| Nom                         | Code Insee | Intercommunalité       | Superficie (km2) | Population (dernière pop. légale) | Densité (hab./km2) |
| --------------------------- | ---------- | ---------------------- | ---------------- | --------------------------------- | ------------------ |
| L'Aiguillon-sur-Mer (siège) | 85001      | CC Sud Vendée Littoral | 8,74             | 2 062 (2018)                      | 236                |
| La Faute-sur-Mer            | 85307      | CC Sud Vendée Littoral | 6,94             | 664 (2018)                        | 96                 |

### Liste des maires
| Période        | Période                     | Identité      | Étiquette | Qualité |
| -------------- | --------------------------- | ------------- | --------- | --- |
| 5 janvier 2022 | En cours (au 18 avril 2024) | Laurent Huger | LR        | Dirigeant d'entreprise Maire délégué de la Faute-sur-Mer (depuis 2022) Vice-président de Sud Vendée Littoral Réélu en 2024 à la suite d'une élection partielle |

## Population et société

### Démographie

#### Évolution démographique
L'évolution du nombre d'habitants est connue à travers les recensements de la population effectués dans la commune depuis sa création.

En 2022, la commune comptait 2 808 habitants.
| 2018  | 2019  | 2020  | 2021  | 2022  |
| ----- | ----- | ----- | ----- | ----- |
| 2 726 | 2 726 | 2 745 | 2 772 | 2 808 |

#### Pyramide des âges
La population de la commune est relativement âgée. En 2020, le taux de personnes d'un âge inférieur à 30 ans s'élève à 14,3 %, soit un taux très inférieur à la moyenne départementale (31,3 %). Le taux de personnes d'un âge supérieur à 60 ans (50,8 %) est supérieur au taux départemental (31,7 %).
En 2020, la commune comptait 1 258 hommes pour 1 487 femmes, soit un taux de 54,17 % de femmes, supérieur au taux départemental (51,14 %).
Les pyramides des âges de la commune et du département s'établissent comme suit :
| Hommes | Classe d’âge | Femmes |
| ------ | ------------ | ------ |
| 1,5    | 90 ou +      | 4,9    |
| 21,4   | 75-89 ans    | 23,9   |
| 35,2   | 60-74 ans    | 34,3   |
| 18,1   | 45-59 ans    | 17,1   |
| 7,7    | 30-44 ans    | 7      |
| 8,4    | 15-29 ans    | 6,6    |
| 7,7    | 0-14 ans     | 6,1    |

| Hommes | Classe d’âge | Femmes |
| ------ | ------------ | ------ |
| 0,8    | 90 ou +      | 2,2    |
| 8,7    | 75-89 ans    | 11,1   |
| 20,3   | 60-74 ans    | 21,3   |
| 20     | 45-59 ans    | 19,4   |
| 17,5   | 30-44 ans    | 16,8   |
| 15     | 15-29 ans    | 13,2   |
| 17,7   | 0-14 ans     | 16,1   |

## Économie
L'économie de la commune est notamment en lien avec le tourisme balnéaire.

## Culture locale et patrimoine
- Église Saint-Nicolas de L'Aiguillon-sur-Mer